# پارک ملی هوتووه دانگلی
پارک ملی هوتووه دانگلی (به لاتین: Fir of Hotovë-Dangelli National Park) یک پارک ملی و منطقه حفاظت‌شده در آلبانی است که در Gjirokastër County, Korçë County واقع شده‌است.